# 卫三畏
卫三畏（Samuel Wells Williams，1812年9月22日—1884年2月16日），19世纪传教士，汉学家，语言学家。

## 生平
卫三畏出生于美国纽约州的由提卡，就读于特洛伊的伦斯勒理工学院。1833年6月15日，20岁的卫三畏受美国公理会差会派遣，前往中国广州，负责印刷。1837年乘Morrison号去日本，虽然正式而言只是送回搁浅的日本水手，却是一次打开美日贸易的非正式尝试。从1848年到1851年编辑《中国丛报》。1848年輯有《中国总论》（"The Middle Kingdom: a survey of the geography, government, education, social life, arts, religion, etc. of the Chinese Empire and its inhabitants"）一书。1853年，他作为翻译参加了马休·佩里远征日本的行动。1855年任美国驻华专员署（广州）秘书，次年完成英粵字典《英華分韻撮要》。第二次鸦片战争时期任中美谈判签订《天津条约》的美方副代表，要求中国对基督徒宽容。1860年任美国驻华公使馆临时代办，1876年10月25日退休。
1875年在中国将创世纪和马太福音翻译成日文，但尚未出版，手稿被烧毁。
1877年他返回美国，任耶鲁大学汉学教授，成为美国第一个教汉学的教授。1881年2月3日担任美国圣经公会主席。1884年2月16日病逝。